# Sankt Helena (Simmelsdorf)
Sankt Helena ist ein Gemeindeteil der Gemeinde Simmelsdorf im Landkreis Nürnberger Land (Mittelfranken, Bayern). Sankt Helena liegt in der Gemarkung Großengsee.

## Geografie
Das Pfarrdorf befindet sich kurz vor dem Ende des Tals des Naifer Bachs auf dem Hochplateau des fränkischen Albvorlandes. Eine Gemeindeverbindungsstraße führt nach Großengsee zur Kreisstraße LAU 12 (0,7 km nördlich) bzw. direkt zur LAU 12 (0,3 km östlich).

## Geschichte

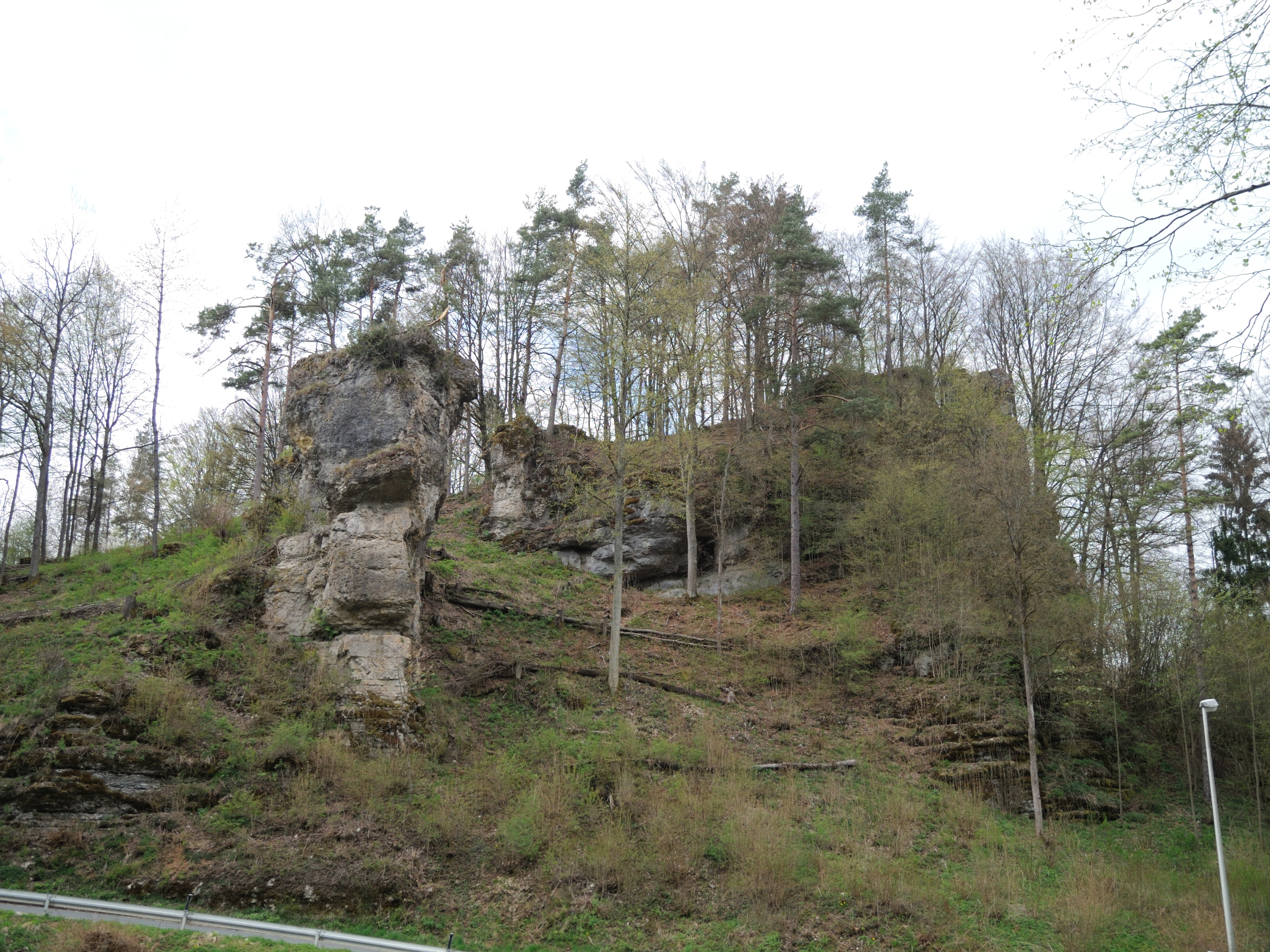
Der Burgstuhl

Westlich der Mittelnaifermühle ragt im Naifertal, nahe bei St. Helena, ein steiles Felsriff auf, das den Namen „Burgstuhl“ trägt. Dieser Flurname hat in der Vergangenheit mehrmals Spekulationen über den Standort einer Burg angeregt. Bislang sind jedoch weder Bebauungsspuren noch einschlägige Funde beobachtet worden. Eine wissenschaftliche Grabung fand bisher nicht statt.
Die erste Erwähnung von Sankt Helena war 1421 im Zusammenhang mit einer Frühmessstiftung. Der ursprüngliche Name ist „Naifer“ oder „Neuffer“. Zusammen mit dem Nachbarort Großengsee gelangte Sankt Helena im Jahr 1574 in den Besitz der Familie Tucher. Die erstmals 1529 genannte Kirche war bis zur Einführung des Calvinismus in Bühl eine Filialkirche. Dort befindet sich die Grabstätte des Christof Wilhelm Friedrich Karl Freiherr Tucher von Simmelsdorf.
Mit dem Gemeindeedikt (frühes 19. Jahrhundert) wurde Sankt Helena der Ruralgemeinde Großengsee zugeordnet. Im Zuge der Gebietsreform in Bayern wurde Sankt Helena am 1. Juli 1972 in die Gemeinde Simmelsdorf eingegliedert.

## Bau- und Bodendenkmäler
- Gräberfeld St. Helena-Großengsee
- St. Helena (Sankt Helena)